# 中国海警 (2013年—2018年)

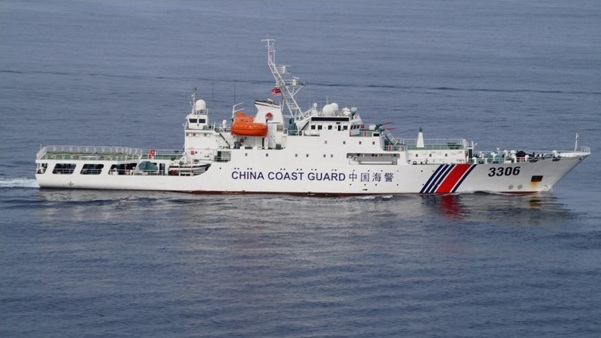
“中国海警3306”船

中国海警是中华人民共和国的海洋边界警卫部队，建立于2013年，隶属于国土资源部管理的国家海洋局，同时接受公安部的业务指导，對外以「中國海警局」名義進行海上武裝執法。原设有11个省级海警总队。截至2013年8月1日，中国海警拥有千吨级以上公务执法船135艘，总吨位超36万吨。2018年，中国海警队伍整体划归武警部队领导指挥，称中国人民武装警察部队海警总队。

## 沿革
2013年3月，根据第十二届全国人民代表大会第一次全体会议通过的《国务院机构改革和职能转变方案》，中华人民共和国政府将原国土资源部轄下的国家海洋局的中国海监总队、公安部所屬的公安边防海警部队、农业部所屬的中国渔政、海关总署所屬的海上缉私警察整合为“中国海警局”。中国海警局与国家海洋局是一个单位，两块牌子。中国海警局局长由公安部分管海警工作的正部级副部长兼任，政委由海洋局局长兼任。国家海洋局對外以“中國海警局”名義进行執法活动，同时接受中华人民共和国公安部的业务指导。
2018年3月21日，根据中国共产党第十九届中央委员会第三次全体会议审议通过的《深化党和国家机构改革方案》，海警隊伍轉隸武警部隊。
2018年6月22日，根据第十三届全国人民代表大会常务委员会第三次会议通过的《全国人民代表大会常务委员会关于中国海警局行使海上维权执法职权的决定》，海警队伍整体划归中国人民武装警察部队领导指挥，调整组建中国人民武装警察部队海警总队，称中国海警局，统一履行海上维权执法职责。
2018年7月1日零时起，海警队伍整体划归武警部队领导指挥。

## 编制
以下列出截至2018年6月的中国海警系统机构编制情况，

### 国家局机关
- 中国海警局（国家海洋局）
国家海洋局机关内设机构：
  - 海警司令部、中国海警指挥中心（国家海洋局海警司）
    1. 综合处
    2. 法制处
    3. 调度指挥处
    4. 维权巡航处
    5. 治安处
    6. 刑侦处
    7. 缉私处
    8. 渔业执法处
    9. 渔业调查处
    10. 资源环境执法处
    11. 海域执法处
    12. 海岛执法处
    13. 训练督查处
    14. 情报处
    15. 通信处
    16. 勤务管理处

- - 海警政治部（国家海洋局人事司）
    1. 综合处
    2. 干部一处
    3. 干部二处
    4. 机构编制处
    5. 人才教育处
    6. 现役处
    7. 政治工作处

- - 海警后勤装备部（国家海洋局财务装备司）
    1. 综合处
    2. 预算处
    3. 财务处
    4. 资产采购处
    5. 基建房产处
    6. 舰船管理处
    7. 航空管理处
    8. 装备运输处
    9. 军需卫生处

### 各海区分局
- 中国海警局北海分局（国家海洋局北海分局）：青島
  - 中国海監第一支队：青島
  - 中国海監第二支队：天津
  - 中国海監第三支队：大連
  - 中国海監北海航空支队
  - 辽宁省海警总队
    - 第一支队：大連
      - 第一大队：大連海洋島
      - 第二大队：旅順
      - 第三大队：葫芦島

    - 第二支队：丹東
      - 第一大队：丹東東港
      - 第二大队：丹東振興

    - 第三支队：盤錦大窪

  - 天津市海警总队
    - 支队：天津

  - 河北省海警总队
    - 支队：秦皇島
      - 第一大队：秦皇島
      - 第二大队：唐山曹妃甸
      - 第三大队：滄州黄驊港
      - 特勤队：秦皇島

  - 山东省海警总队
    - 第一支队：威海
      - 第一大队：威海環翠
      - 第二大队：威海環翠

    - 第二支队：青島
      - 第一大队：青島団島湾
      - 第二大队：日照東港
- 中国海警局东海分局（国家海洋局東海分局）：上海
  - 中国海監第四支队：寧波
  - 中国海監第五支队：上海
  - 中国海監第六支队：厦門
  - 中国海監東海航空支队
  - 江苏省海警总队
    - 支队：蘇州太倉
      - 第一大队：蘇州太倉
      - 第二大队：南通海門
      - 第三大队：連雲港連雲

  - 上海市海警总队
    - 支队：上海
      - 第一大队：上海浦東
      - 第二大队：上海浦東
      - 第三大队：上海金山

  - 浙江省海警总队
    - 第一支队：台州
      - 第一大队：台州椒江
      - 第二大队：温州蒼南
      - 第三大队：温州平陽

    - 第二支队：寧波
      - 第一大队：寧波北侖
      - 第二大队：舟山朱家尖島

  - 福建省海警总队
    - 第一支队：福州
      - 第一大队：福州長乐
      - 第二大队：福州馬尾
      - 第三大队：宁徳福鼎

    - 第二支队：泉州
      - 第一大队：泉州後渚港
      - 第二大队：莆田秀嶼

    - 第三支队：厦門
      - 第一大队：厦門海滄
      - 第二大队：漳州東山
      - 第三大队：厦門翔安
- 中国海警局南海分局（国家海洋局南海分局）：广州
  - 中国海監第七支队：广州海珠
  - 中国海監第八支队：广州黄埔
  - 中国海監第九支队：北海
  - 中国海監第十支队：三沙（後方基地：文昌）
  - 中国海監南海航空支队
  - 广东省海警总队
    - 第一支队：广州
      - 第一大队：深圳蛇口港
      - 第二大队：广州海珠
      - 第三大队：珠海湾仔港
      - 第四大队：深圳官湖港

    - 第二支队：汕頭
      - 第一大队：汕頭金平
      - 第二大队：汕頭南澳

    - 第三支队：湛江
      - 第一大队：湛江赤坎
      - 第二大队：雷州流沙港

  - 广西壮族自治区海警总队
    - 第一支队：北海
      - 第一大队：北海外沙内港
      - 第二大队：北海南𬇕港
      - 第三大队：北海鉄山港

    - 第二支队：防城港
      - 第一大队：防城港港口
      - 第二大队：防城港防城

    - 第三支队：欽州犀牛脚鎮

  - 海南省海警总队
    - 第一支队：海口
      - 第一大队：儋州洋浦港
      - 第二大队：儋州洋浦港
      - 第三大队：海口海口港

    - 第二支队：三亚市
      - 第一大队：三亚三亚港
      - 第二大队：三亚三亚港
      - 第三大队：三亚三亚港

    - 第三支队：三沙（後方基地：文昌清瀾港）

## 主要官员
| 中国海警局局长、党委书记 1. 孟宏伟 副总警监（2013年至2017年12月8日，中华人民共和国公安部正部长级副部长、党委委员，國家海洋局副局长、党组副书记，中国海警局局长、党委书记） | 中国海警局政治委员 1. 刘赐贵（2013年－2014年，国家海洋局局长、党组书记） 2. 王 宏（2015年至2018年3月，国家海洋局局长、党组书记，中国海警局政治委员） |

| 中国海警局副局长（编制2名） 1. 孙云贤（原中国海监总队常务副总队长，已离职） 2. 杨 隽 武警少将（原武警学院院长，已离职） 3. 陈毅德 三级警监 （副司局级） 4. 王洪光 武警少将（副军级，原司令部参谋长，2017年1月起任现职） | 中国海警局副政治委员（编制1名） 资料暂无 |

| 国家海洋局海警司司长、中国海警局司令部参谋长、中国海警指挥中心主任 1. 张春儒 武警少将（副军级。2017年1月起，国家海洋局海警司司长，中国海警局党委委员、司令部参谋长，中国海警指挥中心主任） | 中国海警局政治部主任 1. 房建孟（2013年1月－，国家海洋局人事司司长兼中国海警局政治部主任） |

| 中国海警局司令部副参谋长 资料暂无 | 中国海警局政治部副主任 1. 徐训高 武警少将（正师级，2013年－2015年5月，中国海警局政治部副主任）（此前任河北省公安边防总队总队长，2016年5月任公安部边防管理局党委委员、后勤部部长。） |

中国海警局后勤装备部部长
1. 王秋彧 武警少将（201?年－）（此前任天津市公安消防总队总队长）

国家海洋局北海分局、中国海警北海分局局长
1. 贾建军（2013年－）（原中国海监总队政治委员）

国家海洋局东海分局、中国海警东海分局局长
1. [[]]（2013年－）

国家海洋局南海分局、中国海警南海分局局长
1. 陈天平（2013年－，武警少将、副军级）

## 装备

### 执法船
中国海警的船只配有自卫武器，统一采用白色船体，船上涂有红蓝相间条纹、中国海警徽章和“中国海警 CHINA COAST GUARD”标志。

### 巡逻机
中国海警装备有新舟60H海上巡逻机。